# Mary Rose (rose)
‘Mary Rose’ est un cultivar de rosier moderne faisant partie du groupe des roses anglaises. Il a été obtenu en 1983 par le fameux rosiériste anglais David Austin. Il est issu d'un croisement ‘Wife of Bath’ × ‘The Miller’.

## Description
Ce rosier présente un buisson au port érigé avec des rameaux presque inermes pouvant atteindre 120 cm de hauteur et 120 cm de largeur. Son feuillage est vert moyen et semi-brillant. Ses fleurs délicates sont d'un rose profond, dont le parfum exhale des notes de miel et d'amande. Ses fleurs évoquent des pivoines aux pétales en bouillonné, au nombre de 80 à 85, en coupes très pleines (41 pétales). Elles fleurissent abondamment en petits groupes. La floraison est très remontante, même en été.
Sa zone de rusticité est de 5b à 10b ; il s'agit donc d'une variété très résistante au froid.
Cette variété rend hommage au navire du nom de Mary Rose de l'époque du roi Henri VIII dont l'épave fut retrouvée quatre cents ans après son naufrage, en 1971 au large de l'île de Wight et renflouée en 1982.

## Descendance
'Mary Rose' a donné une mutation aux fleurs blanches baptisée du nom de ‘Winchester Cathedral’ (Austin, 1988).
Par croisement avec ‘The Squire’, ‘Mary Rose’ a donné naissance à ‘Leonard Dudley Braithwate’ (Austin, 1988), de couleur rouge, et avec ‘Chaucer’ à ‘Kathryn Morley’ (Austin, 1990), de couleur rose pâle. David Austin a également croisé ‘Mary Rose’ avec ‘Graham Thomas’ pour obtenir ‘Glamis Castle’ (Austin, 1992), de couleur blanche. Par croisement avec un semis non dévoilé, cette variété a donné naissance à ‘Eglantyne’ (Austin, 1994), de couleur rose.